# Daihatsu Copen
Daihatsu Copen — компактный родстер, выпускающийся японской компанией Daihatsu с июня 2002 года по настоящее время, представленный в двух поколениях. В основе конструкции двухместного кабриолета с жёстким складным верхом лежит платформа хетчбэка Daihatsu Mira, однако, благодаря изменённым характеристикам подвески эта модель стала более привлекательной для молодёжи.

## Первое поколение
Copen (2002—2012) первоначально был оснащен двигателем 659 см3 с турбонаддувом для удовлетворения японских стандартов кей-каров. Однако, поскольку этот двигатель не соответствует стандартам выбросов за пределами Японии, Copen был представлен для рынков Европы, Африки и Азии с более мощным рядным, 4-цилиндровым, 1,3 л атмосферным двигателем.

### Конструкция
Основной двигатель Daihatsu Copen — рядный 4-цилиндровый 16-клапанный агрегат объёмом 659 см3, оснащённый турбонаддувом, за счёт чего максимальная мощность достигает 64 л. с. Привод может быть только передним, доступны две коробки передач — 5-ступенчатая МКПП и 4-ступенчатая АКПП с возможностью ручного выбора передач. Copen считается одним из самых динамичных автомобилей в своём классе.
На рынках Европы, Южной Африки и Азии Copen был доступен с рядным 16-клапанным DOHC двигателем K3-VE объемом 1,3 л с системой DVVT, мощностью 86 л. с. (64 кВт) и крутящим моментом в 120 Н·м, позволявшим разгонять автомобиль до 180 км/ч для комплектации с МКП и до 172 км/ч для версии с АКП, средний расход при этом составлял порядка 6 л/100 км, а время разгона до 100 км/ч для версии с МКП — 9,5 с.
Жёсткий складной верх опускается или поднимается при помощи электроприводов примерно за 20 секунд. Если крыша Daihatsu Copen поднята, объём багажника достигает 210 л, когда элементы верха размещены позади двухместного салона — всего 14 л. Другой важный недостаток компактного купе-кабриолета — дорожный просвет величиной в 105 мм. Добавим, что Daihatsu предлагает замену складной крыши на съёмную как опцию.

### Рестайлинг
В начале августа 2010 года концерн Daihatsu объявил о рестайлинге модели Copen и прекращении продаж автомобиля на европейском рынке. Таким образом, автомобиль стал относиться к категории машин исключительно для внутреннего японского рынка и лишился версии с левосторонним расположением рулевого управления.
Техническая часть Daihatsu Copen 2011 осталась без изменений, внешне машина получила новый передний бампер и решётку радиатора, обновилась панель приборов. Объявлено, что в Японии автомобиль будет доступен только в двух (ранее — в четырёх) комплектациях: в базовую версию включили все опции двух упразднённых модификаций, максимально оснащённую машину оставили без изменений. В списке дополнительного оборудования значатся несколько вариантов рулевых колёс от MOMO и спортивные кресла Recaro. В 2012 году первое поколение Daihatsu Copen было снято с производства.

## Второе поколение
Менее чем через год после остановки производства Daihatsu объявила, что Copen будет представлен во втором поколении. В 2013 на Tokyo Motor Show, Daihatsu представила два концепт-кара Copen, со слоганом "Будущее Включено". Старт производства новой модели был объявлен 19 июня 2014 года.
Copen претерпел рестайлинг, стал более угловатым, чем его предшественник. Новое шасси-монокок получило название D-Frame, позволяя владельцам выбрать дизайн интерьера и экстерьера автомобиля в соответствии с их предпочтениями. Автомобиль оснащается жёсткой складывающейся крышей, особенностью данной модели являются съёмные внешние кузовные панели из пластика. Кузовные панели насчитывают 13 отдельных компонентов, изготовленных из полимеров, 11 из которых являются взаимозаменяемыми, чтобы можно было играть с дизайном и цветом. Copen также имеет новую систему подвески, новый турбированный трёхцилиндровый двигатель объёмом 0,66 л с системой DVVT, выхлопную систему с лучшим звучанием, а также был снижен вес автомобиля.